# Pocałunek przed śmiercią
Pocałunek przed śmiercią – amerykański film fabularny z 1991 roku w reżyserii Jamesa Deardena. Scenariusz napisany według powieści Iry Levina.

## Obsada
- Matt Dillon - Jonathan Corliss
- Sean Young - Ellen/Dorothy Carlsson (bliźniaczki)
- Max von Sydow - Thor Carlsson
- Diane Ladd - Pani Corliss
- James Russo - Dan Corelli
- Ben Browder - Tommy Roussell
- James Bonfanti - młody Jonathan
- Sarah Keller - Lecturer
- Martha Gehman - Patricia Farren
- Lia Chang - Shoe Saleslady
- Yvette Edelhart - krzykliwa dama
- Jim Fyfe - Terry Dieter
- Lachele Carl - dziennikarz
- Briony Glassco - kelnerka
- Shane Rimmer - komisarz Malley
- Ad-Rock (w napisach Adam Horovitz) - Jay Faraday

i inni.

## Opis fabuły
Rodzina bogatych przemysłowców staje się celem dla bezwzględnego młodzieńca, który dąży do celu po trupach w dosłownym tego słowa znaczeniu. Córka przemysłowca, która nieświadoma go poślubia, znajduje się w śmiertelnym niebezpieczeństwie.